# 弓削徹
弓削 徹（ゆげ とおる）は、日本の経営コンサルタント、著作家、コピーライター。「ノートパソコン」の命名者として知られている。日本工業大学大学院技術経営研究科教授、セミナー講師、「株式会社エスト・コミュニケーションズ 」代表取締役、「株式会社日本アドレイズ」監査役、「株式会社大坂屋」取締役、復興庁有識者会議委員、中小機構中小企業アドバイザー、震災復興支援アドバイザー、製造業マーケティングコンサルタント、日本マーケティング協会会員。学士、東京都台東区浅草出身、法政大学法学部法律学科卒業。

## 概要
東京・浅草生まれ。法政大学法学部卒業。クリエーターとして商品開発、広告･販促キャンペーンを成功させる。1994年、株式会社エスト・コミュニケーションズ設立後は「ものづくりマーケティング」を標榜し、日本の土台である中小製造業を、その下から支えるコンサルタントとして活動している。

## 経歴
東京都台東区浅草生まれ。実家は浅草の酒類問屋。台東区立富士小学校、台東区立福井中学校　(現・台東区立浅草中学校)、東京都立京橋高等学校（現・東京都立晴海総合高等学校）、法政大学法学部法律学科を卒業。大学在学中から、渋谷駅前の電光ニュースに流れるキャッチコピーを書くアルバイトをしていた。
1986年（昭和61年）広告代理店を経てコピーライターとして独立。SONY、サントリー、オリンパス、カシオ、雪印、パナソニック、IBM、JTなど大手製造業2,200社のマーケティング案件を担当。テレビCMから新聞・雑誌広告、カタログほか多岐にわたる広告・販促企画を立案し、デザインとキャッチコピーの制作ほか、プレゼンテーション、撮影や印刷もディレクション。「ノートパソコン」の命名者として知られている。
1994年（平成6年）11月30日、有限会社広告計画社を設立。中小製造業のマーケティング課題に特化した支援、コンサルティングを実施。コンサルタントとしては、中小製造業に絞って販路開拓や商品開発などを支援。1999年（平成11年）株式会社エスト・コミュニケーションズに社名変更。
2013年（平成25年）7月、日刊工業新聞社から初の著書『転がす技術 なぜ,あの会社は畑違いの環境ビジネスで成功できたのか』を出版。
2018年（平成30年）9月、復興庁有識者会議委員に就任。
2021年（令和3年）日本工業大学大学院技術経営研究科教授に就任。専門分野は、マーケティング戦略、商品開発、ブランディング、販路開拓、販売促進、デジタルマーケティング、ウェブ活用、キャッチコピー、ネーミング、展示会活用、デザイン等。担当科目は「マーケティングと営業の基礎」「流通業のマーケティングとロジスティクス」「マーケティング実践とデジタル活用」「技術経営プロジェクト研究」。
2024年（令和6年）弓削原作のマンガ『営業せずに売上を伸ばす！展示会出展術』連載開始。同年4月、NEDO 国立研究開発法人 新エネルギー・産業技術総合開発機構広報委員に就任。
中小機構 中小企業アドバイザー、震災復興アドバイザー、東京都中小企業振興公社や大田区産業振興協会にて支援専門家を拝命。
現在、東京商工会議所、東京都中小企業振興公社、宣伝会議など全国の経済団体、商工会・商工会議所において750ヵ所で登壇。各団体においてセミナーや個別相談をおこない、ものづくり企業のマーケティング活用に助力。主なテーマは「キャッチコピー作成」「ネーミング作成」「展示会出展法」「モノづくり企業のブランディング」「顧客に選ばれるウリの見つけ方・伝え方」「コロナ後の販路開拓手法」等。

## 人物
- マーケティングの信条は「売上はすべてを癒す」。ダイエー創業者の中内功の言葉で、急成長の歪みに悲鳴をあげる組織であっても、売上さえ伸びていれば不満は出ない、という意味[3]。
- 好きな言葉は「志ある者、事ついに成るなり」[3]
- 趣味は工場見学と読書[3]

## 「ノートパソコン」命名秘話
広告代理店からネーミングの依頼が来て、200の候補案を出した。一緒に持ち歩くという意味から「with（ウィズ）」が採用され、新商品ポスターにも使用された。しかし途中から外観の説明を表す「with」ではなく使い方を意味する言葉に変えようということとなり、もともと候補案にあった「ノートパソコン」となった。平安時代から日記を書く文化があるように日本人特有の「ノートのように使っている、ノートの電子化」という発想から名前が生まれた。

## 著書

### 書籍
- 『転がす技術 なぜ,あの会社は畑違いの環境ビジネスで成功できたのか』（日刊工業新聞社、2013年7月26日）　ISBN 978-4526071010
- 『地方創生! それでも輝く地方企業の理由』（KKベストブック、2015年3月26日）　ISBN 978-4831401953
- 『顧客は展示会で見つけなさい』（日刊工業新聞社、2018年3月17日）　ISBN 978-4526078309
- 『届く! 刺さる! ! 売れる! ! ! キャッチコピーの極意』（明日香出版社、2019年1月16日）　ISBN 978-4756920096
- 『短い言葉を武器にする』（フォレスト出版、2019年12月6日）　ISBN 978-4866800653
- 『即買いされる技術 キャッチコピーはウリが9割』（秀和システム、2021年7月17日)　ISBN 978-4798064604
- 『売れる! 広がる! ! 口コミされる! ! ! ネーミングの極意』（明日香出版社、2022年1月20日）　ISBN 978-4756921925
- 『アイデア体質になる! 課題が解決する! キャリアが広がる! メモ・ノートの極意』（ぱる出版、2022年8月26日）　ISBN 978-4827213102
- 『実施する順に解説！「マーケティング」実践講座』（日本実業出版社、2023年5月19日）　ISBN 978-4534060150

### オーディオブック
- 『短い言葉を武器にする : オーディオブック』（フォレスト出版、2023年）

## 出演

### テレビ
- 『ナイツのHIT商品会議室』（千葉テレビ）

### ラジオ
- 『Tokyo Morning Radio』（J-WAVE）- コメンテーター
- 『リスナーズ・パワープログラム』（J-WAVE）- コメンテーター
- 『安住紳一郎の日曜天国』（TBSラジオ）- コメンテーター
- 『キキマス』（ニッポン放送）- コメンテーター

### 雑誌
- 『近代中小企業』（中小企業経営研究会）- 連載「営業せずに売上を伸ばす！展示会 出展術」[8]　※ https://mot.nit.ac.jp/1.pdf
- 『プレジデント』（プレジデント社）- 「実践！話し上手になる」[9]
- 『View&Vision』（千葉商科大学経済研究所）- 「産学共創マーケティングの時代」
- 『しんきん経営情報』（全国信用金庫協会）- 「ウリを見つけて伝える! 売れるキャッチコピーの書き方」
- 『SMBCマネジメント』（SMBCコンサルティング） - 「オンライン展示会で知っておきたい対策ポイント」
- 『月刊オムニマネジメント』（日本経営協会）- 「ローカル企業群の凄み」
- 『NICOpress』（にいがた産業創造機構）- 「成果の上がる出展戦略とは?」
- 『あおもり産業総合支援センター』（青森産業保健総合支援センター）- 「成功する展示会は準備が9割」
- 『ちばぎん総研』（千葉銀行グループ）

### 新聞
- 日本経済新聞
- 日経電子版
- 日刊工業新聞
- 朝日新聞
- 上毛新聞
- 岩手日報
- 週刊粧業